# UClibc
uClibc (auch µClibc) ist eine für Linux-Embedded-Systeme konzipierte, kleine C-Standard-Bibliothek. Sie ist freie Software, lizenziert unter der GNU Lesser General Public License (LGPL).
Die Standardbibliothek uClibc wurde ursprünglich erstellt, um μClinux zu unterstützen, eine portierte Version des Linux-Kernels für Prozessoren ohne Speicherverwaltungseinheit (MMU). Deshalb eignet diese sich gut für Mikrocontroller, woher das „µC“ im Namen stammt.
uClibc ist viel kleiner als die GNU-C-Bibliothek (glibc), welche die C-Standard-Bibliothek der meisten Linux-Distributionen für klassische Computer ist. Während glibc entwickelt wurde, um alle relevanten C-Standards auf einer möglichst breiten Auswahl an Plattformen voll zu unterstützen, ist uClibc auf Embedded-Linux-Systeme spezialisiert. Funktionen können aktiviert oder deaktiviert werden, je nachdem wie viel Speicherplatz zur Verfügung steht.
uClibc läuft auf Standard- und auf MMU-losen Linux-Systemen. Es unterstützt Alpha, i386, i960, x86-64, ARM (Big/Little Endian), AVR32, Blackfin, ETRAX CRIS, Renesas H8 (h8300), HP PA-RISC, Motorola m68k, MIPS (Big/Little Endian), IBM PowerPC, SuperH (Big/Little Endian), Sun SPARC, Altera Nios und v850 Prozessoren.
Das Build-System Buildroot, ein Teilprojekt von uClibc, besteht aus einer Sammlung von Makefiles und Patches, welche uClibc mit einem kleinen Linux-System und einer Cross-Compile-Werkzeugkette erstellen.
Das Projekt wird beziehungsweise wurde von Erik Andersen geleitet. Sein aktivster Helfer ist Manuel Novoa III. Eine aktive Weiterentwicklung der Bibliothek findet seit 2015 in dem davon abgespalteten Nachfolgeprojekt uClibc-ng statt. Auf dieses Projekt verweist der Originalautor, welcher nach 2012 selbst keine neuen Ausgaben mehr veröffentlichte.